# Calandro
Calandro es una ópera bufa en tres actos con música de Giovanni Alberto Ristori y libreto de Stefano Benedetto Pallavicino, basado en Il Calandro, comedia de Bernardo Dovizi da Bibbiena (Cardenal Bibbiena), a su vez inspirada por el Los gemelos de Plauto y el personaje Calandro del Decamerón de Boccaccio. Se estrenó el 2 de septiembre de 1726 en el teatro de corte del castillo de Pillnitz cerca de Dresde, a petición de María Josefa de Austria para celebrar el regreso de su esposo, príncipe coronado Federico Augusto de Varsovia.

## Historia
Probablemente fue la primera ópera bufa representada en Alemania. Cinco años después, en agosto de 1731, fue la primera ópera italiana que se puso en escena en Rusia, cuando fue representada en Moscú para celebrar la coronación de la emperatriz Ana de Rusia. En aquella ocasión fue puesta en escena bajo la dirección del mismo compositor y de su padre, Tommaso Ristori. El reparto comprendía trece actores y nueve cantantes, entre los cuales estuvieron Ludovica Seyfried, Margherita Ermini y Rosalia Fantasia.
Otras óperas sobre el mismo tema son:
- Antonio Sacchini, L'avaro deluso, o Don Calandrino (24 de noviembre de 1778, Londres).
- Johann Georg Schürer, Calandro (20 de enero de 1748, Dresde).
- Giuseppe Gazzaniga, Il Calandrino (1771, Venecia).